# 블랙 백
"블랙 백"(영어: Black Bag)은 2025년 개봉한 미국의 첩보 스릴러 영화로, 스티븐 소더버그가 감독을 맡았다.